# Château de Beaufief
Le château de Beaufief (qui se prononce localement Beaufié, en API [bofje̝:]) est un château français situé à Mazeray en Charente-Maritime.

## Historique
Dans l'état actuel des recherches, il n'existe aucune mention avérée de la seigneurie de Beaufief avant le règne d'Henri III. Le premier seigneur dont on trouve alors trace est un certain Jean d'Abillon (ou Dabillon), échevin puis maire de Saint-Jean-d'Angély en 1582, qui paraît appartenir au même lignage que Joachim d'Abillon, lequel avait été lui-même maire en 1547. Jean d'Abillon arrondit ses terres en achetant peu après, à Charlotte-Catherine de La Trémoille, princesse de Condé, la dixième partie de la châtellenie voisine du Cluzeau.
En 1680, des difficultés financières entraînent la saisie de la terre de Beaufief, sur la tête de Jacques Gaillard, seigneur de Fief-Gaillard, et de son épouse née Madeleine d'Abillon. La maison noble de Beaufief et son domaine sont alors adjugés à Charles-Louis Charrier, procureur du roi au siège de Saint-Jean-d'Angély, qui doit aussitôt capituler face à une surenchère présentée par François de Riveron, époux d'une autre Madeleine d'Abillon. Ainsi, Beaufief reste aux mains de la descendance de Jean d'Abillon, qui est représentée quelques années plus tard par Charlotte de Riveron, fille des précédents, épouse d'Henri de Collincourt, seigneur de Presles, à Villemorin (Charente-Maritime). 
Quelques années plus tard, la terre de Beaufief échoit à leur fille, Charlotte de Collincourt, mariée en premières noces, en 1723, en l'église de Mazeray, avec Charles-François Molein de La Vernède, seigneur de Rimbault (Deux-Sèvres), puis en secondes noces avec Pierre Mesnard de Bessé. Après avoir tenté sans succès de céder Beaufief à sa petite-fille, Marie-Madeleine Molein de La Vernède, femme de François Gaudin du Cluzeau, Charlotte de Collincourt doit de résigner, en 1768, à vendre la maison noble provenant de ses aïeux à René-Joseph-Benoît Perraudeau, avocat en parlement, demeurant à Saint-Jean-d'Angély.
Pourtant certains auteurs continuent d'affirmer que c'est à la suite de mariages et de successions que la seigneurie serait échue en 1763 à Pierre-Auguste Perraudeau (Saint Jean-d'Angély 1701 - Mazeray 1781). Père de René-Joseph-Edouard Perraudeau, c'est ce personnage issu d'une ancienne famille de robe, devenu procureur en l'élection Saint-Jean-d'Angély, élu maire de la ville en 1765, qui a propulsé sa descendances dans les rangs de l'aristocratie locale, après avoir été anobli grâce à l'achat d'une charge de secrétaire du roi. Parmi ses descendants, qui ajoutent au XIXè siècle à leur nom patronymique celui du château de Beaufief, il faut retenir son arrière-petit-fils Joseph-Edouard Perraudeau de Beaufief (1821-1908), qui se distingue comme créateur, vers 1860, de la station balnéaire de Ronce-les-Bains, sur la commune de La Tremblade, en Charente-Maritime. 
Bien qu'inquiété lors de la Révolution, quand il est fait prisonnier en 1793 à Saintes, avant d'être transféré à Rochefort puis à Pons, René-Joseph-Benoît Perraudeau, véritable reconstructeur du château de Beaufief puis de celui de Chantemerle-sur-la-Soie, qu'il acquiert en 1781, continue d'être propriétaire de ses terres, qu'il transmet ensuite à ses enfants. 
Le château de Beaufief reste aux mains de la famille Perraudeau une centaine d'années, jusqu'à la mort sans enfant de son mariage avec Marie-Henriette-Antoinette Thoreau de Molitard, d' Antonin-François-Auguste Perraudeau de Beaufief (1836-1896). Conformément à son testament, du 5 octobre 1894, Beaufief revient à son petit-neveu, Marie-Pierre-Henry Masson de La Sauzaye, né en 1878 et mort pour la France en 1915. Le château échoit alors à son frère cadet, Marie-Edouard-René Masson de La Sauzaye qui le vend, en mauvais état et avec presque tout son mobilier, à Henri-Julien-Alexandre Laborde, en 1922. 
À la fin du XXe siècle, le château est sur le point de tomber en ruines quand il est acquis et restauré par le comte Jehan Marie de la Tour de Geay (1913-1991) et par son épouse, née Jacqueline Collieaux (veuve de l'amiral Des Lions et belle-mère du comédien Bernard Dhéran), qui avaient fait de même à partir de 1952 au château d'Écoyeux (Charente-Maritime), ancienne propriété de la famille maternelle du barde saintongeais Evariste Poitevin (1877-1952) dit "Goulebenèze". Le sauvetages de ces deux anciennes demeures seigneuriales saintongeaises ont été distingués par l'attribution de la Coupe Sazerac, par l'association Vieilles maisons françaises en 1973 (pour le château d'Ecoyeux) et en 1982 (pour le château de Beaufief). En outre les restaurateurs de Beaufief ont reçu le prix du concours "Chefs-d'œuvre en péril", en 1984.
Les façades et toitures du château de Beaufief, la rampe en fer forgé de l'escalier, la cheminée de la salle à manger, au rez-de-chaussée, les boiseries du salon, à l'étage, et les stucs de la chapelle sont inscrits monuments historiques, par arrêté du 4 octobre 1973.

## Architecture
Un premier château daterait du XVIe siècle, il a été reconstruit à échelle réduite en 1768.
Il se caractérise comme une « folie » avec une allée centrale axiale qui traverse bois, parc et jardin.
L'entrée se fait par une avant-cour puis une cour dessinant un jardin à la française dont le tracé est resté inchangé, avec en face le logis. Les huit boules de buis marquent depuis l'origine le dessin des parterres.
Le logis à un étage et toit de tuiles romaines est centré par un pavillon sommé d'un fronton triangulaire surmonté d'un toit pyramidal couvert d'ardoises qui n'est pas d'origine et est probablement une adjonction du XIXe siècle. Les décors sont de style rococo.
Les deux ailes latérales symétriques sont en arc-de-cercle.
À l'extrémité Ouest la petite chapelle est de style Louis XV.
Le pigeonnier, une fuie ronde possède des lucarnes XVIIe siècle et sa porte était surmontée des armoiries des Collincourt.

## Parc et jardins
Au XIXe siècle un parc à l'anglaise a été créé qui entoure le château. il est limité par des érables de Montpellier et des taillis de charmes.
Le potager traditionnel est enclos de murs.
Le parc du château a été inscrit au pré-inventaire des jardins remarquables.

## Visites
Aucune visite actuellement.[réf. nécessaire]